# مکیناژیو
مکیناژیو (به فرانسوی: Macinaggio) یک منطقهٔ مسکونی در فرانسه است که در جزیره کرس واقع شده‌است. مکیناژیو ۵ متر بالاتر از سطح دریا واقع شده‌است.